# Melone Sodo I

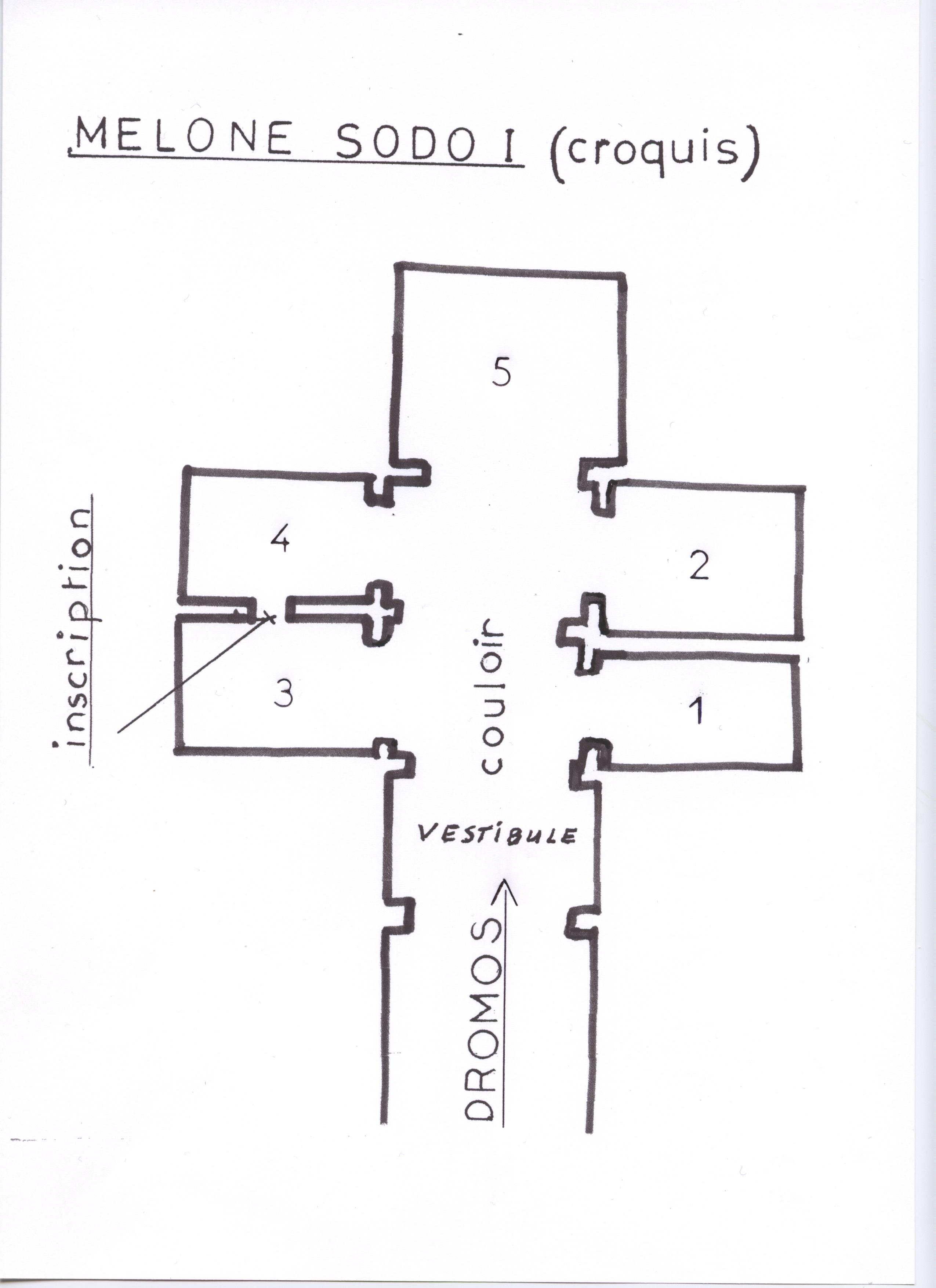
Plan du Melone Sodo I (croquis)

Le Melone Sodo I est une tombe étrusque de la fin du VIe siècle av. J.-C., située  près de Cortone, dans la province d'Arezzo, en Toscane (Italie).

## Historique
La tombe du Melone Sodo I, qui date de la période archaïque étrusque, a été découverte en 1909. Elle contenait un riche trousseau funéraire composé d'une patère en bronze, une petite palme en ivoire, des nécessaires de maquillage, des buccheri et des vases en céramique corinthienne. 
L'ensemble du trousseau est exposé au Musée archéologique national de Florence. 
La tombe, restée fermée pendant de nombreuses années afin de la restaurer, est ouverte au public depuis le 26 mars 2009.

## Description
Le Melone Sodo I prend son nom du terme local Melone (melon), dont la forme rappelle sa structure, et de Sodo I par sa situation dans la frazione de Il Sodo et afin de le différencier du Sodo II, une autre tombe présente sur le lieu, sur la route SS71, juste après le village de Camucia, en direction de Castiglion Fiorentino, sur la rive gauche du rio Loreto.  
Le Melone del Sodo I est une tombe à tumulus du VIe siècle av. J.-C. Son diamètre est d'environ 60 m et sa hauteur de 10 m. Il est orienté en direction sud-ouest et est constitué d'un court dromos découvert menant à un vestibule carré, lequel permet d'atteindre deux autres chambres en enfilade, elles aussi de forme carrée, faisant office de couloir et permettant d’accéder aux cinq chambres funéraires toutes à voutes à tholos. 
La chambre la plus grande est située au fond, et chaque côté mène à deux autres chambres. 
Une inscription « Ici il y a (sont) Arnt Mefanates et Velia Hapisnei », datable du IVe siècle av. J.-C., est visible sur le passage reliant les deux chambres funéraires latérales de gauche.